# Acanthiza apicalis
La acantiza apical (Acanthiza apicalis) es una especie de ave Passeriformes, de la familia Pardalotidae, perteneciente al género Acanthiza. Su nombre común es Inland Thornbill. Es una pequeña ave insectívora, nativa de Australia.